# Bór (Kosobudy)
Bór – osada wsi Kosobudy w Polsce, położona w województwie lubelskim, w powiecie zamojskim, w gminie Zwierzyniec.
Wraz z wsią Kosobudy stanowi sołectwo Kosobudy-Bór.
W latach 1975–1998 Bór administracyjnie należał do województwa zamojskiego.
Wierni Kościoła rzymskokatolickiego należą do parafii św. Andrzeja Boboli w Kosobudach.